# Oemjar Mavlichanov
Oemjar Abdoellovitsj Mavlichanov (Russisch: Умяр Абдуллович Мавлиханов) (Moskou, 24 september 1937 - Moskou, 2 april 1992) was een Sovjet-Russische schermer.
Mavlichanov werd met het sabel team in 1964 en 1968 olympisch goud en individueel brons in 1964. Mavlichanov werd driemaal wereldkampioen met het team.

## Resultaten

### Olympische Zomerspelen
| Jaar | Plaats      | Resultaten       |
| ---- | ----------- | ---------------- |
| 1960 | Rome        | 5e sabel team    |
| 1964 | Tokio       | sabel team sabel |
| 1968 | Mexico-stad | sabel team       |

### Wereldkampioenschappen schermen
| Jaar | Plaats       | Resultaten |
| ---- | ------------ | ---------- |
| 1958 | Philadelphia | sabel team |
| 1959 | Boedapest    | sabel team |
| 1961 | Turijn       | sabel team |
| 1962 | Buenos Aires | sabel team |
| 1963 | Gdansk       | sabel team |
| 1965 | Parijs       | sabel team |
| 1966 | Moskou       | sabel team |
| 1967 | Montreal     | sabel team |
| 1969 | Havana       | sabel team |

1908: Földes, Fuchs, Gerde, Tóth, Werkner ·
1912: Berti, Földes, Fuchs, Gerde, Mészáros, Schenker, Tóth, Werkner ·
1920: Baldi, Gargano, A. Nadi, N. Nadi, Puliti, Santelli, Urbani ·
1924: Anselmi, Balzarini, Bertinetti, Bini, Cuccia, Moricca, Puliti, Sarrocchi ·
1928: Garay, Glykais, Gombos, Petschauer, Rády, Tersztyánszky ·
1932: Gerevich, Glykais, Kabos, Nagy, Petschauer, Piller ·
1936: Berczelly, Gerevich, Kabos, Kovács, Rajcsányi, Rajczy ·
1948: Berczelly, Gerevich, Kárpáti, Kovács, Rajcsányi, Papp ·
1952: Berczelly, Gerevich, Kárpáti, Kovács, Rajcsányi, Papp ·
1956: Gerevich, Hámori, Kárpáti, Keresztes, Kovács, Magay ·
1960: Delneky, Gerevich, Horváth, Kárpáti, Kovács, Mendelényi ·
1964: Asatiani, Mavlichanov, Melnikov, Rakita, Rylski ·
1968: Oemjar Mavlichanov, Naslimov, Rakita, Sidjak, Vinokoerov ·
1972: Maffei, M.A. Montano, M.T. Montano, Rigoli, Salvadori ·
1976: Boertsev, Krovopoeskov, Naslimov, Sidjak, Vinokoerov ·
1980: Aljochin, Boertsev, Krovopoeskov, Naslimov, Sidjak ·
1984: Arcidiacono, Dalla Barba, Marin, Meglio, Scalzo ·
1988: Bujdosó, Csongrádi, Gedővári, Nébald, Szabó ·
1992: Goettsajt, Kirijenko, Pogossov, Pozdnjakov, Sjirsjov ·
1996: Kirijenko, Pozdnjakov, Tsjarikov ·
2000: Frossin, Pozdnjakov, Tsjarikov ·
2004: Pillet, D. Touya, G. Touya ·
2008: Pillet, Sanson, Lopez ·
2012: Gu, Kim, Oh, Won ·
2020: Oh, Kim Jun, Kim Jung, Gu  ·
2024: Oh, Gu, Park, Do